# Jan Kallenbach
Jan Kallenbach, né en 1943 et mort le 14 avril 2021, est un karatéka néerlandais surtout connu pour avoir remporté l'épreuve de kumite individuel masculin plus de 80 kilos aux championnats d'Europe de karaté 1974 à Londres, au Royaume-Uni. Il pratique à présent le Taikiken.

## Résultats
| Résultat      | Date | Épreuve                   | Catégorie | Compétition                | Ville hôte              |
| ------------- | ---- | ------------------------- | --------- | -------------------------- | ----------------------- |
| Médaille d'or | 1974 | Kumite individuel + 80 kg | Seniors   | Championnats d'Europe 1974 | Londres, au Royaume-Uni |